# Open 13 Provence 2017
L'Open 13 Provence 2017 è stato un torneo di tennis giocato sul cemento indoor. È stata la 25ª edizione dell'Open 13 facente parte dell'ATP Tour 250 nell'ambito dell'ATP World Tour 2017. Si è giocato al Palais des Sports di Marsiglia, in Francia, dal 20 al 26 febbraio 2017.

## Partecipanti

### Teste di serie
| Nazionalità | Giocatore          | Ranking* | Testa di serie |
| ----------- | ------------------ | -------- | -------------- |
| Francia     | Gaël Monfils       | 10       | 1              |
| Francia     | Jo-Wilfried Tsonga | 14       | 2              |
| Australia   | Nick Kyrgios       | 15       | 3              |
| Francia     | Lucas Pouille      | 17       | 4              |
| Germania    | Alexander Zverev   | 18       | 5              |
| Francia     | Richard Gasquet    | 19       | 6              |
| Francia     | Gilles Simon       | 24       | 7              |
| Francia     | Benoît Paire       | 42       | 8              |

* Ranking al 13 febbraio 2017.

### Altri partecipanti
I seguenti giocatori hanno ricevuto una wild card per il tabellone principale:
- Julien Benneteau
- Denis Shapovalov
- Stefanos Tsitsipas

I seguenti giocatori sono entrati in tabellone passando dalle qualificazioni:

- Evgenij Donskoj
- Norbert Gombos
- Andrej Rublëv
- Serhij Stachovs'kyj

## Campioni

### Singolare
Jo-Wilfried Tsonga ha sconfitto in finale  Lucas Pouille con il punteggio di 6-4, 6-4.
- È il quattordicesimo titolo in carriera per Tsonga, secondo della stagione e terzo a Marsiglia.

### Doppio
Julien Benneteau /  Nicolas Mahut hanno sconfitto in finale  Robin Haase /  Dominic Inglot con il punteggio di 6-4, 6(9)–7, [10-5].